# Pseudoselinum angolense
Pseudoselinum angolense är en flockblommig växtart som beskrevs av C.Norman. Pseudoselinum angolense ingår i släktet Pseudoselinum och familjen flockblommiga växter. Inga underarter finns listade i Catalogue of Life.